# Крекінг-установка у Тіба (Sumitomo)
Крекінг-установка у Тіба (Sumitomo) — колишнє нафтохімічне виробництво концерну Sumitomo на протилежному від столиці країни узбережжі Токійської затоки.
З 1970 року у префектурі Тіба діяла установка парового крекінгу концерну Sumitomo. Вона споживала газовий бензин та могла продукувати 415 тисяч тонн етилену і 210 тисяч тонн пропілену (крім того, Sumitomo мала можливість випускати в Тібо 19 тисяч тонн ще одного олефіну — 1-бутену, який використовується як кополімер).
Зазначені олефіни споживались цілим рядом похідних виробництв, як то:
- лініями поліетилену низької щільності (170 тисяч тонн) та лінійного поліетилену низької щільності (110 тисяч тонн);
- заводом мономеру стирену (425 тисяч тонн) та оксиду пропілену (180 тисяч тонн) компанії Nihon Oxirane (100 % дочірня структура Sumitomo);
- заводом мономеру стирену (270 тисяч тонн), яким Sumitomo володіє спільно з Denki Kagaku (остання також мала в Тіба ще один завод цього мономеру потужністю 240 тисяч тонн, який закрила в 2012 році);
- трьома лініями поліпропілену загальною потужністю 420 тисяч тонн.
Додаткові олефіни Sumitomo отримувала з розташованого поруч піролізного виробництва Keiyo Ethylene, в якому вона володіла 22,5 % участі. У 2015-му в межах оптимізації виробничих потужностей Sumitomo закрила установку парового крекінгу. При цьому вона наростила участь у Keiyo Ethylene до 45 %, що дає їй право на 60 % продукції цієї компанії, здатної продукувати 768 тисяч тонн етилену та 400 тисяч тонн пропілену.